# O Vento nos Salgueiros
O Vento nos Salgueiros (no original The Wind in the Willows) é um clássico da literatura infantil, escrita em 1908 por Kenneth Grahame. A história se foca em quatro personagens antropomorfos em uma Inglaterra bucólica, e estão presentes valores como misticismo, aventura, moral e camaradagem.
O livro foi escrito em forma de cartas para seu filho e depois de reunidas fizeram a fortuna de Grahame, permitindo que ele se aposentasse do seu emprego de secretário do Banco da Inglaterra. O livro tornou-se conhecido através do famoso roteirista A.A. Milne, que amou o livro e o adaptou para o teatro na peça Toad of Toad Hall.